# Love on the Telephone
Love on the Telephone è il terzo singolo estratto dall'album Head Games dei Foreigner nel 1979. 
La canzone è stata scritta da Lou Gramm e Mick Jones ed è stata pubblicata come singolo solamente in Europa. Ha raggiunto il 34º posto in classifica nei Paesi Bassi.
Il lato B del disco, Women, è stato scelto come singolo successivo per il mercato statunitense.

## Tracce
7" Single Atlantic ATL 11423
1. Love on the Telephone – 3:18
2. Women – 3:25